# فرانچسکا کاچینی
فرانچسکا کاچینی (ایتالیایی: Francesca Caccini؛ ‏ تلفظ ایتالیایی: [franˈtʃeska katˈtʃiːni]؛ ‏ ۱۸ سپتامبر ۱۵۸۷ – بین سال‌های ۱۶۴۱ و ۱۶۴۵، که احتمالاً در این دوره درگذشته است؛ یا ممکن است دوباره ازدواج کرده باشد) موسیقی‌دان، آهنگساز، شاعر، نویسنده، معلم موسیقی و نوازندۀ لوت اهل دوک‌نشین بزرگ توسکانی در دوران اولیه باروک بود. او همچنین با لقب «لا چکینا» (تلفظ ایتالیایی: [la tʃekˈkiːna]) شناخته می‌شد که عنوانی بود که فلورانسی‌ها به او داده بودند و احتمالاً مُصغر «فرانچسکا» بود. او دختر جولیو کاچینی بود. تنها اثر صحنه‌ای باقی‌مانده از او، لا لیبراتسیونه دی روگیرو (آزادسازی روگیرو)، به‌طور گسترده‌ای به عنوان قدیمی‌ترین اپرای ساخته شده توسط یک آهنگساز زن شناخته می‌شود. در نقش یک آهنگساز مؤنث، او به تثبیت کارگزاری و برنامه‌های فرهنگی و سیاسی حامی زن خود کمک کرد.

## زندگی شخصی

### دوران اولیه زندگی
فرانچسکا کاچینی در فلورانس به دنیا آمد و علاوه بر آموزش‌های اولیه موسیقی با پدرش، تحصیلات انسانی دیگری نیز شامل لاتین، اندکی زبان یونانی، زبان‌های معاصر، ادبیات مدرن و ریاضیات را پشت سر گذاشت. به گفته لیلیانا پانلا، نخستین شاهد معتبر از فعالیت‌های خوانندگی فرانچسکا، همراه با خواهرش ستیمیا، در دربار مدیچی مربوط به سال ۱۶۰۲ است: چزاره تینگی در دفتر خاطرات خود خاطرنشان می‌کند که در تاریخ ۳ آوریل ۱۶۰۲ در کلیسای سنت نیکلاس در پیسا، جایی که دربار هر ساله در آنجا حضور می‌یافت، موسیقی پلی‌کرال توسط «جولیو رومانو» (جولیو کاچینی) رهبری می‌شد و همسر (همسر دومش، مارگریتا) و دو دخترش خوب آواز می‌خواندند.
کاچینی در دوران اولیه زندگی‌اش با والدین، برادر ناتنی‌اش پومپئو، خواهرش ستیمیا و احتمالاً دیگر شاگردان نامبرده نشده کاتچینی در یک گروه موسیقی به نام «زنان جولیو رومانو» که هم‌عصرانش به آن اشاره کرده‌اند، برنامه اجرا می‌کرد. پس از استخدام در دربار، او به اجرای موسیقی با گروه خانوادگی خود ادامه داد تا اینکه ازدواج ستیمیا و جابجایی‌اش به شهر مانتوا منجر به فروپاشی این گروه موسیقی شد. کاتچینی در دربار مدیچی به عنوان معلم، خواننده مجلسی، مربی تمرینات موسیقی و آواز و آهنگساز موسیقی‌های مجلسی و نمایشی تا اوایل سال ۱۶۲۷ خدمت کرد. تا سال ۱۶۱۴، او به عنوان پر درآمدترین موسیقی‌دان دربار شناخته می‌شد، که بخش عمده‌ای از این امر به خاطر مهارت‌های موسیقایی‌اش بود که به خوبی مفهوم شایستگی زنانه‌ای را که توسط سرپرست غیررسمی توسکانی، دوشس اعظم کریستینا اهل لورن، مطرح شده بود، به تصویر می‌کشید. تا سال ۱۶۲۳، او ۲۴۰ اسکودی (سکه نقره) درآمد داشت.

### زندگی بعدی
پس از آنکه شوهر اول کاچینی (جیوانی باتیستا سینیورینی، که با او یک دختر به نام مارگریتا در سال ۱۶۲۲ داشت) در دسامبر ۱۶۲۶ درگذشت، او بدون تعلل در اکتبر ۱۶۲۷ مجدداً ازدواج کرد، این بار با یک نجیب‌زاده موسیقی‌دوست در شهر لوکا، به نام توماسو رافائلی. اگرچه نام قانونی او فرانچسکا د جولیو کاچینی باقی ماند، اما تنها کشف اسنادی از فرانچسکا رافائلی بود که امکان یافتن شواهدی از زندگی او را از سال ۱۶۲۷ تا ۱۶۳۴ فراهم کرد. او در خانه‌های رافائلی در لوچس زندگی می‌کرد، ظاهراً یک پسر به دنیا آورد (همچنین به نام توماسو، در سال ۱۶۲۸)، و تا زمان مرگ او در سال ۱۶۳۰، رابطه موسیقایی با خاندان بوونویسی در لوکا حفظ شد. اگرچه او به عنوان همسر یک نجیب‌زاده دست‌کم یک درخواست برای اجرا را رد کرده بود (در پارما، در سال ۱۶۲۸)، اما هنگامی که او بیوه شد، کاچینی بلافاصله سعی کرد برای خدمت به دربار مدیچی بازگردد. بازگشت او که به دلیل طاعون‌های ۱۶۳۰ تا ۱۶۳۳ به تعویق افتاد، تا آنکه در سال ۱۶۳۴، کاچینی با دو فرزندش به فلورانس بازگشت، و به عنوان معلم موسیقی نه تنها برای دخترش مارگریتا، بلکه برای شاهزاده خانم‌های دربار مدیچی که در صومعه لا کروچتا زندگی می‌کردند یا اغلب از آنها بازدید می‌کردند، خدمت می‌کرد، و آهنگسازی و اجرای موسیقی مجلسی و سرگرمی‌های کوچک زنانه را انجام می‌داد. کاچینی در ۸ مه ۱۶۴۱ خدمت به دربار مدیچی را متوقف کرد و نامش از مدارک و اسناد عمومی ناپدید شد.

## سبک آهنگسازی
سبک موسیقی و آهنگسازی کاتچینی به سبک کلودیو مونته‌وردی و یاکوپو پری شبیه بود و او آهنگسازی را پس از پایان دوره رنسانس آغاز کرد و نقش کلیدی در توسعه سبک موسیقی باروک ایفا کرد. او در یک بستر موسیقی بسیار نوآورانه به آهنگسازی پرداخته بود. برای بسیاری از آهنگ‌هایش، او نویسنده اشعار متن ترانه نیز بود که معمولاً مضمونی فکاهی و کمدی داشتند.
اگرچه قطعات موسیقی معمولاً سازی خاص برای همراهی خواننده مشخص نکرده بودند، اما از لوت تیوربو برای هم‌نوازی استفاده می‌شد.